# País d'imposició

En groc, els països d'imposició al 1789

Els països d'imposició van ser, a l'època de l'antic règim francès, a l'edat moderna, uns territoris conquerits pels reis borbons francesos on van imposar durs impostos abans i tot de desplegar una estructura política. En principi era una expressió fiscal i financera per a designar aquells territoris que pagaven impostos directes al rei, que en tenia lliure disposició. La versió oficialista divulgada per l'Estat francès remet aquesta qüestió a una simple explicació fiscal. En contrast, existien els països lliures d'imposició, "països d'elecció" i "països d'Estat". Els d'Estat eren més antics que els d'imposició, mentre que els d'elecció ja eren francesos des de molt abans dels reis capets.
Per tal d'evitar que aquests territoris recentment adquirits es revoltessin, el rei francès va decidir asfixiar-los, no donant-los l'elecció de tenir les seves pròpies institucions financeres o d'una altra mena.
Els països d'imposició eren Còrsega, Alsàcia, Lorena, els Tres Bisbats, el Ducat de Bar i el Rosselló.

## Vegeu també

Expansió territorial dels reis francesos durant l'antic règim i fins a la revolució